# 董小平
董小平（？—），男，汉族，中华人民共和国政治人物。现任中国疾病预防控制中心研究员，博士生导师。第十二、十三、十四届全国政协委员。